# Vitória de Santo Antão
Vitória de Santo Antão es una municipalidad en el Sul del estado brasileño de Pernambuco. Está localizada aproximadamente a 48 kilómetros de la  capital,Recife. En el 2020 tenía 139.583 habitantes.

## Historia

### Ciudad de Braga
En 1626, el portugués Antonio Diogo de Braga, procedente de la isla de Santo Antão , del archipiélago de Cabo Verde (antigua colonia de Portugal), se instaló en el lugar sus familiares y construyó una capilla en honor a San Antonio.

### Santo Antão da Mata
En 1774, la ciudad de Braga pasó a llamarce Santo Antão da Mata, cuando ya tenía una población estimada de 4.866 habitantes. Los sábados se realizaban ferias abiertas, donde los pobladores elaboraban sus productos a mano para atender los trenes que llegaban del interior de Minas para comprar estos productos.
Santo Antão da Mata, además de su situación privilegiada en términos de recursos hídricos, se situó como punto de paso a São Francisco por el Valle de Mocotó. El pueblo en esta condición, tuvo un rol comercial relevante, lo que resalta el hecho de que "en sus ferias semanales, los troperos vendían ganado para el abasto de Olinda y Recife, además de rapadura y miel, telas de algodón, tejidos, entre otros productos.

### Vitória de Santo Antão
De la condición parroquial, pasó posteriormente a villa por cédula real del 27 de julio de 1811, firmada por el entonces Príncipe Regente Juan VI, la ciudad fue instalada oficialmente el 28 de mayo de 1812 .
Las parroquias de Bezerros y Santo Antão formaban parte de su territorio, cubriendo una gran extensión de tierra, "correspondiente hoy a las áreas ocupadas por los municipios de Vitória de Santo Antão, Pombos, Chã Grande, Gravatá, Bezerros, Caruaru, Bonito, São Caetano, Sairé, Camocim de São Félix, São Joaquim, Barra de Guabiraba, Riacho das Almas y Cortês".
Por medio de la Ley Provincial N.º 113 del 6 de mayo de 1843 , decretada por el Barón de Boa Vista, entonces Presidente de la Provincia de Pernambuco, fue elevada a la categoría de ciudad, cambiando su nombre a Ciudad de Victoria, en honor a la batalla ganada por Pernambuco sobre los holandeses en Monte das Tabocas . Este nombre, sin embargo, no se mantuvo debido a la existencia de un Decreto-Ley que prohibía la existencia de duplicados en la toponimia nacional.
Después de mucha discusión el nombre de Vitória de Santo Antão fue definitivamente aceptado el 31 de diciembre de 1943, y reconocido por el Decreto Ley del Estado N.º 952. La ocupación de las tierras pertenecientes al municipio se produjo en el siglo XVII, época en la que agricultores y ganaderos se asentaron en el valle de Tapacurá. Hoy en día es uno de los municipios más grandes al interior de Recife, por concentrar la mayor población y polarizar los sectores de servicios e industrial en la zona forestal de Pernambuco.

## Economía
Las actividades económicas principales en Vitoria de Santo Antão son el comercio y la industria alimenticia. En cuanto a producción primaria se destacan los cultivos de caña de azúcar y limones, y la ganadería.